# Im Aspert
Im Aspert ist ein Ortsteil im Stadtteil Stadtmitte von Bergisch Gladbach. 

## Geschichte
Die Siedlung Im Aspert geht auf die 1594 erstmals erwähnte Gewannenbezeichnung Im Aßpen zurück, die das Urkataster im Bereich der heutigen Straße Im Aspert verzeichnet. Auf dem Berg befand sich ein Eichenwald, der sich vermutlich seit dem Mittelalter im Besitz des Gladbacher Mühlenhofes befand und in der Mitte des 19. Jahrhunderts gefällt wurde.

## Etymologie
Es gibt zwei unterschiedliche Deutungen des Namens. In dem Flurnamen ist das südbergische Aspe (= Espe, Zitterpappel) enthalten. Danach kann Aspert als zusammengezogene Form aus Asproide entstanden sein und bezeichnet eine Espenrodung. Wahrscheinlicher ist, dass Aspert bzw. das für 1765 belegte Aspel aus „Anspannen“ entstanden ist. Um dorthin zu kommen, musste man eine besonders steile Wegstrecke überwinden, so dass zusätzliche Zugtiere vorgespannt werden mussten.